# Ölheizung
Als Ölheizung bezeichnet man eine Heizung, in der Wärme durch die Verbrennung von Heizöl, z. B. Heizöl EL (Extra Leicht(flüssig)), erzeugt wird. 
Die Nutzung von Ölheizungen steht seit langem aus Gründen des Umweltschutzes stark in der Kritik. In Deutschland gab es im Jahr 2019 rund 8,7 Millionen Haushalte, die mit Öl heizten. In Schweden hingegen gibt es praktisch keine Ölheizungen mehr aufgrund der Einführung einer CO2-Bepreisung.
Eine Ölheizung ist nicht zu verwechseln mit einem Ölofen. Dieser heizt nur den Raum, in dem er steht. Ebenso sind Ölheizungen von Thermoölanlagen abzugrenzen.

## Ölbrenner mit und ohne Hilfsenergie
Es kann unterschieden werden zwischen:
1. Ölverbrennung ohne Hilfsenergie
2. Ölverbrennung mit Hilfsenergie

Die Ölheizung wird verwendet, um Räume zu heizen und zur Warmwasserbereitung. Es gibt die Kesselvarianten Standard-, Niedertemperatur- und Brennwertkessel. Standardkessel dürfen gemäß Heizungsverordnung nicht mehr neu eingebaut werden; es gibt sie noch im Bestand. Stand der Technik sind Brennwertgeräte; sie haben einen besseren Wirkungsgrad als Niedertemperaturkessel. Alle Varianten gibt es als Wandgerät und als Standgerät.

### Ölbrenner ohne Hilfsenergie

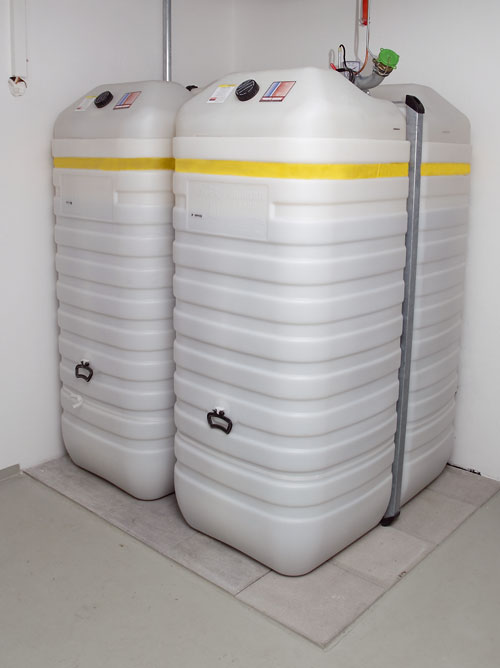
Zwei doppelwandige Öltanks

Der Flammpunkt von Heizöl extraleicht (EL) liegt bei 55 °C. Das Öl brennt also nicht ohne Erhöhung der Temperatur. Bei diesem Brennertyp wird in einem speziellen Ofen (meistens ein sogenannter Ölofen) ohne Zufuhr von elektrischer Hilfsenergie allein durch die Verbrennungsenthalpie (Heizwert) das Öl auf die für seine Verbrennung notwendige Temperatur gebracht. Die Zündung erfolgt mit einer Zündflamme und einem speziellen Docht oder einem (festen oder flüssigen) speziellen Ölofenanzünder.
Den dazu benutzten Brenner bezeichnet man als Verdunstungsbrenner. Üblich sind diese Öfen meistens als Einzelfeuerstätten in Wohnungen. Sie besitzen einen eingebauten Tank, in den mit einer speziellen Kanne das Öl nachgegossen werden muss, oder es besteht eine Ölnachspeiseanlage, bei der eine Pumpe das Öl zum Beispiel von einem Öltank aus dem Keller in den Ofen befördert.
Da anders als bei Verfeuerung von Holz oder Kohle keine Asche abtransportiert werden muss, galten Ölöfen vor allem in den 1950er und 60er Jahren als komfortable Alternative zu den bisher üblichen Öfen und wurden in vielen Gebäuden aufgestellt. Zudem gibt es Öfen, bei denen die Ölzufuhr durch einen Thermostat geregelt wird, so dass eine eingestellte Raumtemperatur beibehalten wird. Durch die zunehmende Verbreitung von Zentralheizungen sind Ölöfen mittlerweile nur noch selten anzutreffen.

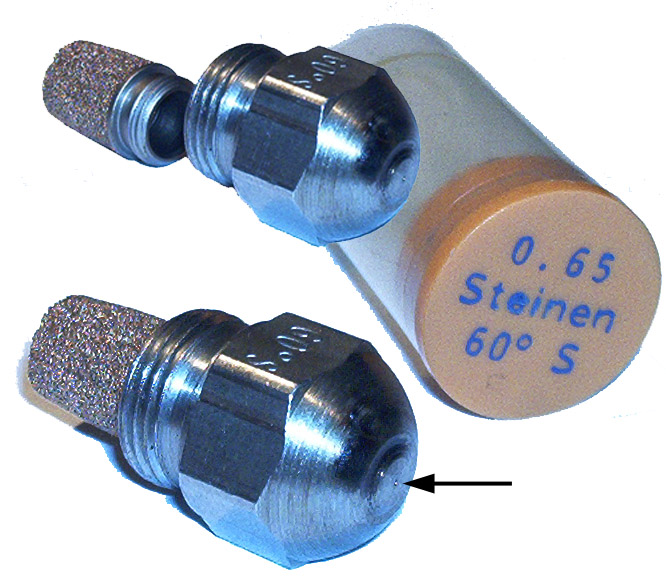
Zerstäuberdüse eines Ölbrenners. Der Pfeil zeigt auf die Düsenöffnung.

### Ölbrenner mit Hilfsenergie
Bei der Verbrennung mit Hilfsenergie wird durch Vorwärmen des Öls (meistens elektrisch) und unter Zuhilfenahme eines Gebläses die rußarme Verbrennung unterstützt. Die eigentliche Zündung erfolgt durch eine Zündvorrichtung mit einem Hochspannungsfunken. Diese Art der Ölbrenner ist am weitesten verbreitet. Man unterscheidet Geräte zur Erzeugung von Wärme und zur Erzeugung von Dampf oder Strom.
Auf wesentlich kleinerem Raum lassen sich im Vergleich zu Verdunstungsbrennern deutlich höhere Leistungen erzielen. Das Öl wird mittels einer Pumpe über eine Düse in den Brennraum eingespritzt. Das entstehende, zündfähige Öl-Luft-Gemisch (der Ölnebel) wird durch einen Zündfunken gezündet. Die weitere Verbrennung erfolgt dann ohne weitere Zündung. Der Fortgang der Verbrennung wird durch Flammenwächter überwacht.
Ein Problem entsteht, wenn der Düsenstock bei einem Kaltstart sofort beheizt wird, ohne zuvor gespült zu werden. Wenn das Öl feste Bestandteile aus Lagerbehältern enthält, kann sich der abgelagerte Feststoff durch die hohe Heizleistung (normalerweise etwa 100 W im kalten Zustand, bei heißem Düsenstock weniger, dank eines Kaltleiters) im Labyrinth des zunächst kalten Düsenstocks festbrennen und den Ölfluss zur Düse blockieren.

## Abgasanlage
Heizöl enthält u. a. Schwefelpartikel. Solange der Taupunkt in der Abgasanlage nicht unterschritten wird, besteht jedoch dadurch keine dauernde Korrosionsgefahr. 
Bei Unterschreitung des Taupunktes entsteht aus dem bei der Verbrennung entstehenden Abgas und dem befindlichen Wasserdampf Schweflige Säure. Daher müssen die Materialien von Kessel und Abgasanlage bei der Verwendung von Standardheizöl besonders korrosionsfest sein. Verwendet wird Edelstahl bzw. bei Brennwertkesseln auch Kunststoffe. Wenn nur schwefelarmes Heizöl verwendet wird, brauchen keine korrosionsbeständigen Werkstoffe für Kessel und Abgasanlage eingesetzt zu werden. Heizöl EL unterscheidet sich vom Heizöl EL schwefelarm durch seinen maximal zulässigen Schwefelanteil. Laut DIN 51603 Teil 1 darf Heizöl EL seit 1. Januar 2008 maximal 1000 mg/kg Schwefel enthalten, Heizöl EL schwefelarm maximal 50 mg/kg.

## Verbreitung
In der Schweiz nutzten im Jahr 2017 39,4 % der Haushalte Heizöl als Hauptenergieträger der Gebäudeheizung.

## Ökologische und finanzielle Aspekte
Der Ölpreis war in den 1990er Jahren weitgehend stabil (um 20 USD/Barrel). Von Januar 2001 bis August 2006 vervierfachte er sich auf 78 USD. Im Juli 2008 erreichte er ein Allzeithoch von über 140 USD; dann fiel er auf unter 40 USD. Ursachen für den Preisverfall waren eine damals beginnende Wirtschaftskrise in vielen Industrieländern und eine gestiegene Ölproduktion in den USA, wo Ölschieferfelder mittels Fracking ausgebeutet werden. 
Heizöl ist ein schwefelhaltiger Brennstoff, dessen Verfeuerung die Luft unter anderem durch Ruß belastet. Die Lagerung größerer Mengen kann eine Gefährdung des Grundwassers darstellen. Es wurde daher lange Zeit die Umstellung auf Erdgas propagiert. Im Rahmen der Energiewende wird neuerdings auch ein Umstieg von Ölheizungen auf Wärme aus erneuerbaren Energiequellen angestrebt; Politik und Erneuerbare-Energien-Branche rufen zu einem „Wärmewechsel“ auf. Das 'Anreizprogramm Energieeffizienz' (APEE) des Bundesministerium für Wirtschaft und Energie bezuschusst seit dem 1. Januar 2016 einen Heizungsaustausch auf Basis von Solarthermie, Biomasse oder Wärmepumpen; die Kreditanstalt für Wiederaufbau (KfW) vergibt zinsgünstige Darlehen. In Österreich werden moderne Heizöl-Brennwertkessel seit 1. Januar 2015 von Bund und Ländern wieder stark gefördert.
Dänemark hat Anfang 2013 landesweit verboten, in Neubauten Heizkessel zu installieren, die mit Öl oder Erdgas betrieben werden. Ab 2016 ist auch die Neuinstallation von Ölbrennern oder Gasbrennern im Bestand verboten, sofern Fernwärme zur Verfügung steht.
In Deutschland wurde durch die Neuerungen des Gebäudeenergiegesetzes zum 1. Januar 2024 die Installation von Ölheizungen eingeschränkt.